# Aleksander Mieliński
Aleksander Mieliński herbu Wczele (ur. w listopadzie 1527, zm. 4 marca 1584) – polski duchowny rzymskokatolicki, od 1583 pierwszy w historii biskup inflancki, zmarł przed ingresem, protonotariusz apostolski w 1559 roku, sekretarz królewski w 1563 roku.

## Życiorys

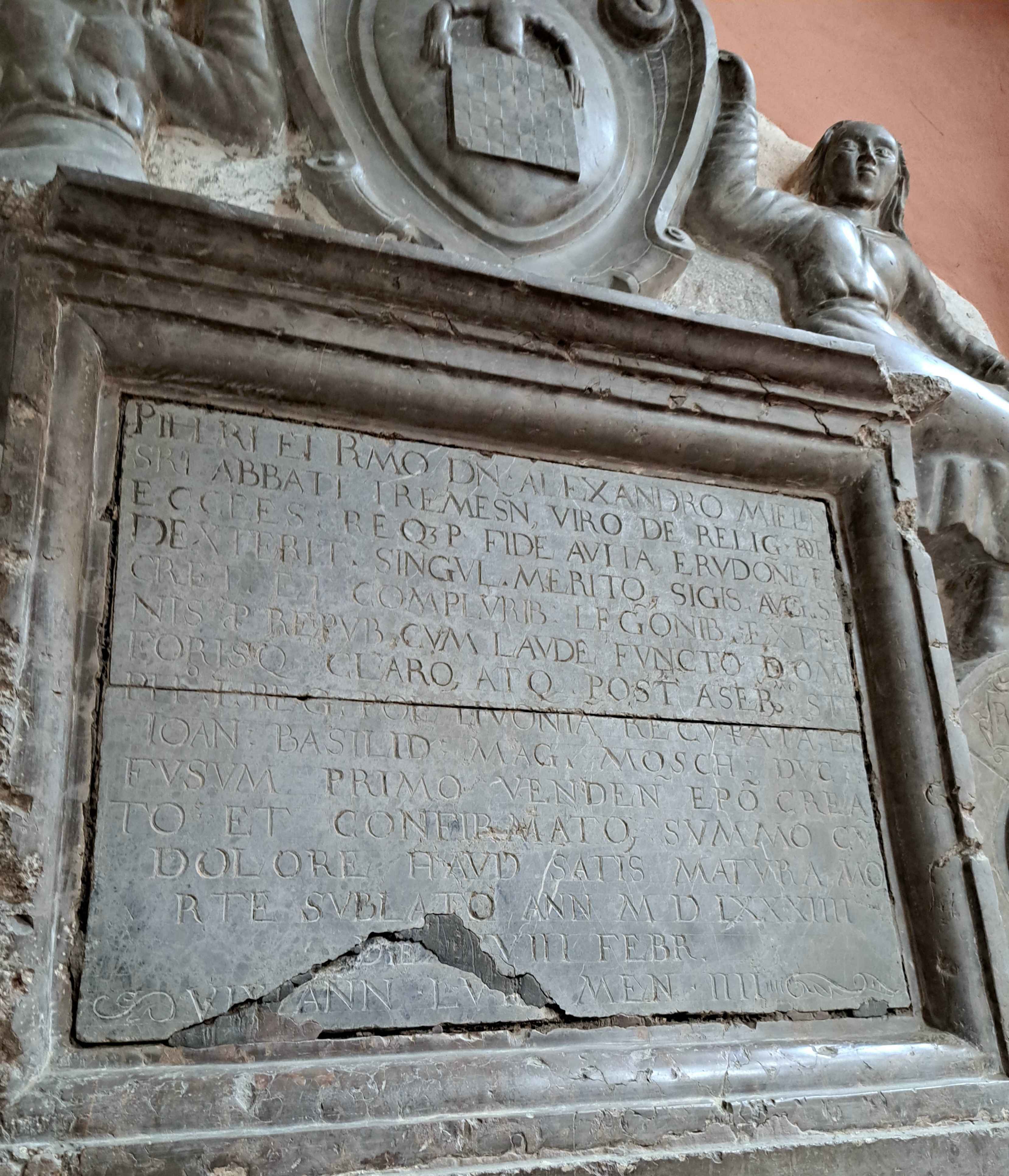
Epitafium Aleksandra Mielińskiego w Bazylice Wniebowzięcia NMP w Trzemesznie

Dworzanin Zygmunta II Augusta, wykorzystywany przez niego do poselstw zagranicznych. Był pracownikiem kancelarii królewskiej, a ponadto opatem klasztoru w Trzemesznie (1557). W klasztorze prowadził różnego rodzaju prace budowlane – zbudował browar i młyn. Pod koniec życia został nominowany przez króla Stefana Batorego biskupem inflanckim, godności tej jednak nie objął, bowiem zmarł. Został pochowany w bazylice Wniebowzięcia NMP w Trzemesznie.